# Assault the Vaults
Az Assault the Vaults című lemez a Bee Gees (Barry és Maurice Gibb) korai számait tartalmazó válogatáslemez.

## Az album dalai
A lemezen megjelent dalokat Bee Gees név alatt sohasem rögzítették.
Minden dal előadója Barry vagy Maurice számot énekel, a legtöbb felvételen háttérénekesként a Bee Gees közreműködésével.
A dalok a Festival Record stúdiójában és Ossie Byrne stúdiójában (St. Clair Stúdió, Queens Road, Hurstville) lettek rögzítve a korai 60-as években. A lemez alcíme: Rare Australian Cover Versions of the Brothers Gibb
1. (Underneath The) Starlight of Love (Barry Gibb) – 1:58 – Col Joye & The Joy Boys
2. I'd Like to Leave If I May (Barry Gibb) – 2:28 – Lonnie Lee
3. Walkin' Talkin' Teardrops (Barry Gibb) – 2:38 – Jimmy Little
4. One Road – 2:06 – Jimmy Little
5. I Don't Like to Be Alone (Barry Gibb) – 2:04 – Bryan Davies
6. Love and Money (Barry Gibb) – 2:19 – Bryan Davies
7. And I'll Be Happy(Barry Gibb)  – 2:20 – Trevor Gordon & The Bee Gees
8. House Without Windows(Barry Gibb)  – 2:43 – Trevor Gordon & The Bee Gees
9. Little Miss Rhythm and Blues (Barry Gibb) – 2:00 – Trevor Gordon
10. I Should Have Stayed in Bed (Barry Gibb) – 2:01 – Bryan Davies
11. Little Miss Rhythm and Blues (Barry Gibb) – 2:17 – Trevor Gordon
12. I Should Have Stayed in Bed (Barry Gibb) – 1:45 – Bryan Davies
13. Who's Been Writing on the Wall (Barry Gibb) – 2:14
14. Chubby (Barry Gibb) ey – 1:50 – Jenny Bradl
15. Everybody's Talkin' (Barry Gibb) – 2:01 – Michelle Rae
16. I Wanna Tell the World (Barry Gibb) – 2:09 – Michelle Rae
17. A Girl Needs to Love (Barry Gibb) mers – 2:53 – Sandy Sum
18. Messin' Around  (Maurice Gibb, Nat Kipner) – 1:38 – Sandy Summers
19. Hey (Maurice Gibb, Nat Kipner)  – 1:48 – Bip Adison
20. Young Man's Fancy (Maurice Gibb, Nat Kipner) – 2:06 – Bip Adison
21. Talk to Me  Maurice Gibb, Nat Kipner) – 2:24 – Anne Shelton
22. Don't You Go, I Need Your Love (Maurice Gibb, Nat Kipner) – 2:31 – The Mystics
23. A Long Time Ago (Barry Gibb) – Apryl Byron – 2:53
24. He's a Thief (Maurice Gibb, Nat Kipner) – 1:56 – Ronnie Burns
25. All the Kings Horses (Barry Gibb) – 1:47 -Ronnie Burns
26. Don't Say No (Barry Gibb) – 3:12 – Janene Watson
27. So Long Boy (Maurice Gibb, Nat Kipner)  – 2:19 – Janene Watson
28. Town of Tuxley Toymaker, Pt. 1 (Barry Gibb) – 3:21 – Jon Blanchfield
29. Upstairs Downstairs (Barry Gibb) – 2:49 – Jon Blanchfield
30. As Fast as I Can (Maurice Gibb, Nat Kipner)  – 2:34 – Barrington Davies Powerhouse
31. Raining Teardrops (Maurice Gibb, Nat Kipner) – 2:31 – Barrington Davies Powerhouse

## Közreműködők
- Bee Gees
- Anne Shelton
- Apryl Byron
- Barrington Davies Powerhouse
- Bip Adison
- Bryan Davies
- Col Joye & The Joy Boys
- Janene Watson
- Jenny Bradley
- Jimmy Little
- Jon Blanchfield
- Lonnie Lee
- Michelle Rae
- The Mystic
- Ronnie Burns
- Sandy Summers
- Trevor Gordon